# Elthusa emarginata
Elthusa emarginata är en kräftdjursart som först beskrevs av Pieter Bleeker 1857.  Elthusa emarginata ingår i släktet Elthusa och familjen Cymothoidae. Inga underarter finns listade i Catalogue of Life.